# Queencard
«Queencard» (en hangul, 퀸카; romanización revisada, Kwinka) es una canción grabada por el grupo femenino surcoreano (G)I-dle, lanzada el 15 de mayo de 2023 por Cube Entertainment como el sencillo principal de su sexto EP titulado I Feel. La canción fue escrita y producida por Soyeon, líder del grupo, y coproducida por Pop Time, Daily y Likey.
La letra gira en torno a una protagonista que acepta su apariencia tal como es y se da cuenta de que la verdadera belleza proviene de la confianza en sí misma, no de la apariencia. «Queencard» fue un éxito comercial, alcanzando el número uno en la lista musical surcoreana Circle Chart. También alcanzó su punto máximo entre los diez primeros en las listas Hits of the World de Billboard en Taiwán, Hong Kong y Malasia, además del gráfico World Digital Song Sales de EE. UU.

## Antecedentes y lanzamiento
En el comunicado de prensa del álbum, Soyeon explicó que el álbum y el sencillo principal están destinados a transmitir un mensaje sobre la autoestima y la confianza. En comparación con los lanzamientos anteriores del grupo, que tomaron un tono más serio, el grupo esta vez expresó el mensaje previsto de «una manera ligera y cómica, junto con el motivo de la película I Feel Pretty». Luego elaboró, diciendo: «Cuando estaba escribiendo la canción principal, pensé en hacerla como si hubiera visto una película de comedia. Además, pensé en traer [de vuelta] el formato de drama musical que era popular en la década de 2000».

## Composición y letra
Durante el lanzamiento para prensa del álbum, Soyeon explicó el mensaje central de la canción: «El mensaje central de 'Queencard' es que puedes ser una persona hermosa si te adoras a ti mismo». Luego explicó que el significado detrás de esto es que «lo importante no es la apariencia, sino aceptarse a uno mismo a pesar de todo». Soyeon citó a la miembro Yuqi como la inspiración detrás de la canción debido a su personalidad y manera de hablar. La canción también incluye referencias líricas a la cantante estadounidense Ariana Grande, así como a la personalidad de televisión Kim Kardashian. «Queencard» fue compuesta en la tonalidad de mi menor con un ``tempo`` de 130 pulsaciones por minuto.

## Promoción
Antes del lanzamiento de I Feel el 15 de mayo de 2023, el grupo realizó un evento en vivo llamado 'Production Presentation' para presentar el álbum y sus canciones, incluido el sencillo principal «Queencard». El 18 de mayo, interpretaron la canción en vivo por primera vez en el programa M! Countdown. Más tarde, el grupo interpretó la canción en varios programas de música de Corea del Sur, incluido Music Bank el 20 de mayo, Show! Music Core el 21 de mayo, Inkigayo el 22 de mayo, y The Show el 24 de mayo.

### Vídeo musical
Soyeon creó un vídeo musical que acompaña a la canción, que fue dirigido por Son Seung-hee. Se publicó en el canal oficial de YouTube del grupo junto con el lanzamiento del álbum. El vídeo fue precedido por una imagen lanzada un día antes, el 14 de mayo. Tras su lanzamiento, el vídeo musical ocupó el primer lugar en la lista de tendencias en YouTube y obtuvo 13 millones de visitas en menos de 24 horas. El 3 de junio, después de 18 días de su lanzamiento, se convirtió en el vídeo musical de K-Pop más rápido en superar las 100 millones de visitas en 2023.
El vídeo se considera una continuación para la pista de prelanzamiento «Allergy», ambos creados por Soyeon, quien se inspiró mucho en la película estadounidense I Feel Pretty, así como en la moda Y2k. El vídeo también tomó la forma de una película de comedia con vibras retro y tomas que son similares a un drama musical. La historia comienza con «Allergy», en el que «Soyeon quiere ser como las otras cuatro abejas reinas y se compara continuamente con los demás». Entonces decide pasar por el quirófano para ser bonita como las chicas populares. La historia continúa con «Queencard», donde ella es la protagonista principal y se conoce con el nombre de SY. Se abre con ella entrando en un quirófano para una cirugía plástica, pero antes de que comience la cirugía, se da cuenta de que no la necesita. Luego, el vídeo pasa al resto de (G)I-dle, donde disfrutan de fiestas y de su popularidad, en la que hacen referencia a la escena del baile de la película estadounidense White Chicks. Al final del vídeo, Soyeon se da cuenta de que «la verdadera belleza proviene de la confianza en sí misma, después de descubrir que incluso las abejas reinas tienen sus propias inseguridades y se comparan con otras».

## Recepción

### Rendimiento comercial
En Corea del Sur, «Queencard» fue un éxito comercial. Tras su lanzamiento, encabezó todas las listas en tiempo real en Corea del Sur y logró el tercer Perfect All-Kill (PAK) del grupo. Luego debutó en el número cinco en la edición de la semana 20 de Circle Digital Chart para el período del 14 al 20 de mayo, convirtiéndose en el quinto éxito entre los diez primeros del grupo en dicha lista. En su tercera semana, alcanzó su punto máximo en el número uno para el período del 28 de mayo al 6 de junio, convirtiéndose en el tercer éxito número uno del grupo. En Japón, la canción abrió en el número 39 en la lista de sencillos combinados de Oricon para el período del 29 de mayo al 4 de junio, y pasó a acumular más de 3 millones de transmisiones como la canción número 40 más reproducida en el país esa semana.

## Reconocimientos

### Premios y nominaciones
| Año  | Evento                       | Premio                                       | Resultado | Ref.   |
| ---- | ---------------------------- | -------------------------------------------- | --------- | ------ |
| 2023 | Asian Pop Music Awards       | Top 20 Canciones del año - Extranjero        | Ganador   | [ 19 ] |
| 2023 | Asian Pop Music Awards       | Mejor producción - Extranjero                | Ganador   | [ 19 ] |
| 2023 | Asian Pop Music Awards       | Grabación del año - Extranjero               | Nominado  | [ 19 ] |
| 2023 | Asian Pop Music Awards       | Mejor vídeo musical - Extranjero             | Nominado  | [ 19 ] |
| 2023 | Asian Pop Music Awards       | Mejor performance de baile - Extranjero      | Nominado  | [ 19 ] |
| 2023 | Asian Pop Music Awards       | Mejor letrista - Extranjero                  | Nominado  | [ 19 ] |
| 2023 | Asian Pop Music Awards       | Mejores arreglos - Extranjero                | Nominado  | [ 19 ] |
| 2023 | Circle Chart Music Awards    | Artista del año - Digital                    | Ganador   | [ 20 ] |
| 2023 | Circle Chart Music Awards    | Artista del año - Streaming Unique Listeners | Ganador   | [ 20 ] |
| 2023 | Circle Chart Music Awards    | Artista del año - Global Streaming           | Ganador   | [ 20 ] |
| 2023 | Pop Golden Awards            | Canción K-Pop del año                        | Nominado  | [ 21 ] |
| 2023 | MAMA Awards                  | Canción del año                              | Nominado  | [ 22 ] |
| 2023 | MAMA Awards                  | Mejor performance de baile (Grupo femenino)  | Nominado  |        |
| 2023 | MAMA Awards                  | Mejor vídeo musical                          | Nominado  |        |
| 2023 | Melon Music Awards           | Canción del año                              | Nominado  | [ 23 ] |
| 2023 | KBS World Radio K-Pop Awards | Artista del año                              | Nominado  | [ 24 ] |
| 2024 | Golden Disc Awards           | Bonsang digital                              | Ganador   | [ 25 ] |
| 2024 | Golden Disc Awards           | Canción del año (Daesang digital)            | Nominado  | [ 26 ] |

### Premios en programas de música
| Programa                  | Fecha               | Ref.   |
| ------------------------- | ------------------- | ------ |
| The Show (SBS MTV)        | 23 de mayo de 2023  | [ 27 ] |
| Show Champion (MBC Music) | 24 de mayo de 2023  | [ 28 ] |
| M! Countdown (Mnet)       | 25 de mayo de 2023  | [ 29 ] |
| Music Bank (KBS 2TV)      | 26 de mayo de 2023  | [ 30 ] |
| Music Bank (KBS 2TV)      | 14 de julio de 2023 |        |
| Show! Music Core (MBC TV) | 27 de mayo de 2023  | [ 31 ] |
| Show! Music Core (MBC TV) | 3 de junio de 2023  | [ 32 ] |
| Show! Music Core (MBC TV) | 10 de junio de 2023 | [ 33 ] |
| Show! Music Core (MBC TV) | 24 de junio de 2023 | [ 34 ] |
| Show! Music Core (MBC TV) | 1 de julio de 2023  | [ 35 ] |
| Inkigayo (SBS)            | 28 de mayo de 2023  | [ 36 ] |
| Inkigayo (SBS)            | 4 de junio de 2023  | [ 37 ] |
| Inkigayo (SBS)            | 11 de junio de 2023 | [ 38 ] |

### Listados
| Publicación      | Lista                                              | Ranking  | Ref.   |
| ---------------- | -------------------------------------------------- | -------- | ------ |
| Business Insider | The best K-pop songs of 2023                       | 6.º      | [ 39 ] |
| Dazed            | The 50 best K-pop tracks of 2023                   | Incluida | [ 40 ] |
| Genius Korea     | 2023 Year-End Genius Korea Chart - Top K-Pop Songs | 12.º     | [ 41 ] |
| Grammy           | 15 K-Pop Songs That Took 2023 By Storm             | Incluida | [ 42 ] |
| NME              | The 15 best K-Pop songs of 2023 – so far           | Incluida | [ 43 ] |
| NME              | The 50 best songs of 2023                          | 35.º     | [ 44 ] |
| NME              | The 25 best K-pop songs of 2023                    | 2.º      | [ 45 ] |
| Nylon            | Best K-Pop Music Video of 2023                     | 1.º      | [ 46 ] |
| Teen Vogue       | The best K-pop music videos of 2023                | Incluida | [ 47 ] |

## Posicionamiento en listas
| Lista (2023)                                      | Mejor posición |
| ------------------------------------------------- | -------------- |
| Corea del Sur (Circle Digital Chart)              | 1              |
| Estados Unidos (Billboard Global 200)             | 21             |
| Estados Unidos Billboard World Digital Song Sales | 9              |
| Hong Kong (Billboard)                             | 7              |
| Japón (Japan Hot 100)                             | 47             |
| Japón (Oricon Combined Singles)                   | 39             |
| Malasia (Billboard)                               | 10             |
| Malasia (RIM)                                     | 7              |
| Nueva Zelanda (RMNZ)                              | 13             |
| Reino Unido (UK Indie Breakers)                   | 13             |
| Singapur (RIAS)                                   | 3              |
| Taiwán (Billboard)                                | 1              |
| Vietnam (Billboard Vietnam Hot 100)               | 31             |

| Lista (2023)                         | Mejor posición |
| ------------------------------------ | -------------- |
| Corea del Sur (Circle Digital Chart) | 10             |

## Historial de lanzamiento
| País   | Fecha              | Formato                       | Sello                       |
| ------ | ------------------ | ----------------------------- | --------------------------- |
| Varios | 15 de mayo de 2023 | CD descarga digital streaming | Cube Entertainment, Kakao M |